# Alessandro Campagna

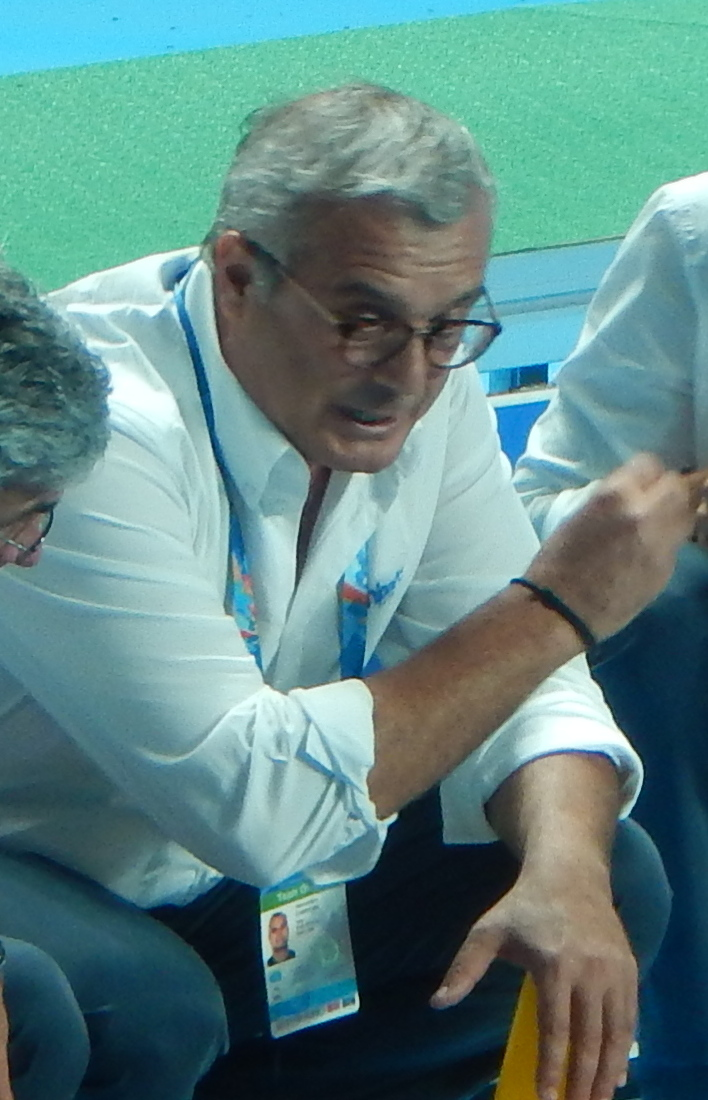
Alessandro Campagna als Trainer (2015)

Alessandro „Sandro“ Campagna (* 26. Juni 1963 in Palermo) ist ein ehemaliger italienischer Wasserballspieler. Er war als Spieler Olympiasieger 1992, Europameister 1993 und Weltmeister 1994 und gewann dreimal bei Mittelmeerspielen. Außerdem erhielt er eine Silbermedaille bei Weltmeisterschaften und zwei Bronzemedaillen bei Europameisterschaften. Als Trainer gewann er mit der italienischen Nationalmannschaft je eine olympische Silber- und Bronzemedaille und führte die Mannschaft zu zwei Weltmeistertiteln.

## Karriere
Alessandro Campagna ist in Palermo geboren, wuchs aber in Syrakus auf. Von 1980 bis 1990 spielte er für CC Ortigia aus Syrakus in der Serie A. Von 1990 bis zu seinem Karriereende 1996 war er für AS Racing CS Nuoto Roma im Becken. Im Alter von 18 Jahren spielte er erstmals in der Nationalmannschaft, insgesamt bestritt er 409 Länderspiele für die Settebello.
1985 bei der Europameisterschaft in Sofia belegten die Italiener den vierten Platz hinter den Mannschaften aus der Sowjetunion, aus Jugoslawien und aus der Bundesrepublik Deutschland. Seine erste internationale Medaille gewann Campagna bei der Weltmeisterschaft 1986 in Madrid. Die italienische Mannschaft belegte in der Hauptrunde den zweiten Platz hinter den Jugoslawen. Nach einem 10:9-Sieg im Halbfinale gegen das Team aus den Vereinigten Staaten trafen die Italiener im Finale erneut auf die Jugoslawen und verloren nach der vierten Verlängerung mit 11:12. Campagna warf allein im Finale fünf Tore. Im August 1987 siegte die Mannschaft aus der Sowjetunion bei der Europameisterschaft in Straßburg. Hinter den Jugoslawen erkämpften die Italiener die Bronzemedaille. Im September 1987 folgte für die Italiener der Sieg bei den Mittelmeerspielen. Ebenfalls 1987 gewann Campagna mit der italienischen Mannschaft bei der Universiade. Bei den Olympischen Spielen 1988 in Seoul erreichten die Italiener nach der Vorrunde nur die Platzierungsrunde für die Plätze 5 bis 8 und belegten schließlich den siebten Rang. Campagna erzielte in sieben Spielen zwölf Tore.
1989 unterlagen die Italiener im Halbfinale der Europameisterschaft in Bonn den Jugoslawen mit 7:8. Im Spiel um Bronze bezwangen sie die Mannschaft aus der Sowjetunion in der Verlängerung mit 12:11. 1991 fanden drei große Turniere statt. Im Januar 1991 belegten die Italiener den sechsten Platz bei der Weltmeisterschaft in Perth. Von Juni bis Juli dauerten die Mittelmeerspiele in Athen. Die Italiener siegten vor den Jugoslawen und den Griechen. Bei der Europameisterschaft in Athen siegten die Jugoslawen vor den Spaniern und der Mannschaft aus der Sowjetunion, die Italiener erreichten den vierten Platz. 1992 beim olympischen Wasserballturnier belegten die Italiener in der Vorrunde den zweiten Platz hinter den Spaniern, wobei der direkte Vergleich mit 9:9 endete. Nach einem 9:8 im Halbfinale über das Vereinte Team aus der Gemeinschaft Unabhängiger Staaten trafen die Italiener im Finale wieder auf die Spanier und gewannen mit 9:8. Campagna war in sieben Spielen dabei und erzielte drei Tore im Halbfinale sowie zwei Tore im Finale. In den nächsten zwei Jahren folgte eine Siegesserie der italienischen Mannschaft. Im Juni 1993 siegten die Italiener bei den Mittelmeerspielen. Im August folgte der Gewinn der Europameisterschaft in Sheffield. Nach einem 10:9-Sieg über Spanien im Halbfinale bezwangen die Italiener im Finale die Ungarn mit 11:9. Den Abschluss der internationalen Karriere von Alessandro Campagna sollte die Weltmeisterschaft 1994 in Rom bilden. Die Italiener bezwangen im Halbfinale die Kroaten mit 8:5, im Finale gelang den Italienern ein 10:5-Sieg gegen die Spanier. Alessandro Campagna warf in seinem letzten großen Turnier noch einmal zehn Tore, davon zwei im Finale.
Nach dem Ende seiner Spielerkarriere wurde Campagna Trainer. Nach einigen Jahren als Trainer der italienischen Juniorenmannschaft war er von 2003 bis 2008 Trainer der griechischen Nationalmannschaft, mit der er 2005 den dritten Platz bei der Weltmeisterschaft in Montreal erreichte. Ab 2008 war Campagna Nationaltrainer der italienischen Mannschaft. Er betreute die Settebello bei drei Olympischen Spielen. Nach Silber 2012 in London und Bronze 2016 in Rio de Janeiro erreichte die italienische Mannschaft 2021 in Tokio den siebten Platz. Höhepunkte seiner Trainerlaufbahn waren neben den Olympiateilnahmen die Weltmeistertitel 2011 in Schanghai und 2019 in Gwangju.
Alessandro Campagna wurde 2019 in die International Swimming Hall of Fame (ISHOF) aufgenommen.